# Сколія односмугова
Ско́лія односму́гова (Scolia galbula) — перетинчастокрила комаха з родини Scoliidae. Один з близько 45-ти видів роду Scolia у фауні Палеарктики та один з 7-ми видів у фауні України.

## Опис та біологія
Тіло і крила чорні з синім полиском. На відміну від схожого виду сколії степової, на метасомі тільки одна перев'язка на 3 терґумі, її колір більш темний. Іноді на 2 терґумі може бути дві маленькі жовті плями. Довжина тіла — 12-22 мм.
Степовий вид, хортобіонт. Дає 1 генерацію на рік. Імаго активні з червня до початку липня. Хазяїни личинок невідомі.

## Поширення
Євроазіатський степовий вид. Ареал включає Угорщину, Балканський півострів, Крим, Поволжя, Закавказзя, Урал, Казахстан. 
В Україні розповсюджений у Криму.

## Статус виду
Рідкісний, локально розповсюджений нечисленний вид. За останні півстоліття спостерігається зменшення чисельності виду та скорочення його ареалу. На сьогоднішній день зберігся очевидно тільки в Опуцькому природному заповіднику і на Тарханкутському півострові, де чисельність невисока. Основна причина зменшення чисельності: зменшення площ цілинних степових ділянок. Необхідне надання статусу заповідника збереженим цілинним степовим ділянкам, насамперед створення в Криму Тарханкутського природного заповідника.